# 阿波羅全球管理
阿波罗全球管理公司（英語：Apollo Global Management, Inc.）是一家位於美國的投資管理公司。由Leon Black、Josh Harris、和马克·罗恩 於1990年創立。主要投資於信貸、私募股權和實物資產。截至2020年12月31日，公司共管理資產4555億美元，其中3286億美元投資於信貸，包括夾層資本、對沖基金、不良貸款和抵押貸款，807億美元投資於私募股權，462億美元投資於包括房地產和基礎設施在內的不動產。該公司代表養老基金、金融捐贈基金和主權財富基金，以及其他機構和個人投資者進行投資。自1990年成立以來，由Apollo管理的私募股權基金為投資者帶來了24%的內部收益率(IRR)。

## 著名投資
ADT Inc.、CareerBuilder、Cox Media Group、Intrado、Rackspace、Redbox、Shutterfly、Sirius 衛星廣播、Smart & Final、鳳凰城大學和雅虎公司

## 外部鏈接
- 维基共享资源上的相關多媒體資源：阿波羅全球管理
- 官方网站

- - Apollo Global Management, LLC的商業數據：Google Finance
  - Yahoo! Finance
  - Reuters
  - SEC filings
  - Bloomberg